# 学校法人千葉学園 (千葉県)
学校法人千葉学園（がっこうほうじんちばがくえん）は、日本の学校法人。その淵源は、1928年（昭和3年）に設立された千葉商科大学の前身、旧制巣鴨高等商業学校を設置していた財団法人巣鴨学園に遡る。2025年現在、千葉商科大学および千葉商科大学付属高等学校を運営している。

## 概説
文学博士・遠藤隆吉（社会哲学者・教育者）は、明治の教育家・福澤諭吉の高邁な理想を継承しようと志し、自らの著作の印税などを原資に東京府西巣鴨町に学園用地を取得。商業教育における倫理観と人格教育、そして実務能力の融合を教育理念に掲げ、新たな学府として旧制巣鴨高等商業学校を創立した。遠藤隆吉博士は、時代の潮流を見通す視座と、社会に資する実践力とを併せ持つ「治道家」の育成を志し、理念と実学の融合を教育の根幹に据えた。
戦後の学制改革を経て、1950年（昭和25年）千葉県市川市国府台の地において千葉商科大学を開学。遠藤隆吉博士の高邁なる理念は今日に脈々と受け継がれ、「有用の学術」と「商業道徳の涵養」とを教育の礎とし、堅実にして質実な学風を育みつつ、公共に奉仕し得る人材の育成に一貫して尽力してきた。
慶應義塾大学名誉教授であり、千葉商科大学 第6代学長を務めた経済学博士・加藤寛は自身の著書『教育改革論』（丸善ライブラリー）において、千葉商科大学の教育理念および創立者・遠藤隆吉博士の思想的背景について言及している。遠藤隆吉博士が福澤諭吉翁の実学精神を正統に受け継ぎ「実際に役立つ学問を通じて社会を導く人材」を育成する「治道家」の理念を掲げたことを高く評価している。
また、遠藤隆吉博士が官学からの教授就任要請を毅然として辞退し、在野の教育者として自立の道を貫いた姿勢についても、福澤諭吉翁の在野精神と重ね合わせ、「その精神的継承者」として紹介している。さらに、戦災による甚大な被害からの学園の復興が、教職員・学生・卒業生の三位一体の努力によって成し遂げられた事実にも触れ、「その歩みは、慶應義塾の復興と軌を一にする」と記している。これは、両学園の復興過程に理念的共通点があることを示している。
学校法人千葉学園は、大学および高等学校を擁し、一貫して人格形成と社会貢献を重んじる教育を推進している。建学以来の「実学主義」を現代に受け継ぎ、「公正」「倫理」「持続可能性」を基本理念に掲げ、SDGs教育、ESG経営、サーキュラーエコノミー推進等の先端的な取り組みを通じ、不断に社会課題の解決に挑み続ける学府を築くとしている。また、国内大学における先駆として再生可能エネルギーの導入に取り組み、キャンパス電力の完全再エネ化、メガソーラー発電所の運用、さらにはフェアトレード大学認定の取得に至るまで、持続可能な未来を見据えた大学経営を行っている。さらに、地域社会との連携にも注力し、自治体との包括連携協定に基づく共同研究や教育事業を展開、地域住民との共創による実践的な学びの場の創出に努めるなど、次代を担う人材育成と地域社会の発展を推進している。

## 学校法人千葉学園 教育ビジョン
学校法人千葉学園では、「高大一体化教育理念」に基づき、「千葉学園教育ビジョン」を策定している。このビジョンにより、7年間の高大一貫教育、および9年間の高・大・院一貫教育体制の構築を目指している。なお、本ビジョンでは、以下のような人材育成を目標としている。
- 社会と連携した実学教育を通じ、社会の発展に貢献できる人材
- グローバルな視点で課題に取り組む力を持つ人材
- 高い倫理観を持ち、主体的に課題解決に取り組む人材
- 地域社会の発展に寄与する人材
- 豊かな人間性と教養を備えた人材

また、同学園は高大連携の一環として、金融リテラシー教育にも力を入れている。2022年7月7日には、特定非営利活動法人日本ファイナンシャル・プランナーズ協会（日本FP協会）と包括連携協定を締結し、「金融リテラシー×SDGs」をテーマに、社会的視点（SDGs）と個人的視点（金融リテラシー）の両面からの教育を推進している。

## 設置校

### 大学
- 千葉商科大学

### 高等学校
- 千葉商科大学付属高等学校

## 廃止校

### 短期大学
- 千葉短期大学

## 関連会社
- 株式会社 CUCサポート

学校法人千葉学園の全額出資により2006年3月20日に設立された事業法人。学園における間接業務を担い、業務効率化と経費削減に貢献するとともに、千葉商科大学および同付属高等学校の教育・研究・キャンパスライフの支援を目的とする。近年ではドキュメントセンターの開設や集中購買システムの導入、CUCオリジナルグッズの開発に取り組むほか、「CUC100ワインプロジェクト」など大学創立100周年事業への支援活動も展開している。
- CUCエネルギー 株式会社

2016年5月20日に設立された、学校法人千葉学園の関連事業会社。千葉商科大学100％出資の事業法人である株式会社CUCサポートが87％を出資し、東京ベイ信用金庫が10％を出資している。自然エネルギーを活用した発電・供給事業や、省エネルギー機器の導入・管理、再生可能エネルギーに関するコンサルティング等を行う。千葉商科大学が日本の大学で初めて「自然エネルギー100％大学（RE100大学）」を達成するにあたり、その実現を支える中核的な存在となっている。2024年には、千葉市緑区大木戸町にて「大木戸ソーラー発電所」を開設。太陽光発電による電力供給に加え、農業法人と連携したソーラーシェアリング型のさつまいも栽培にも取り組み、地域住民や学生を巻き込んだ体験イベントの開催など、地域共生型の再エネプロジェクトを推進している。

## 歴史

### 年表
- 1927年（昭和2年）12月 - 文学博士・遠藤隆吉は金45万余円を出資して財団法人巣鴨学園を創設するとともに、巣鴨高等商業学校設立の認可を申請を申請。
- 1928年（昭和3年）2月 - 文部省告示第51･52号をもって、巣鴨高等商業学校を東京府下西巣鴨町2,603番地に設立する件、認可される。
- 1930年（昭和5年）5月 - 文部省告示第193号をもって、大正7年文部省令第3号第2条により、旧制高等学校高等科若しくは大学予科同等以上と指定され、これにより当年以降の卒業者に旧制大学への進学の途が拓かれた。
- 1944年（昭和19年）3月 - 太平洋戦争下の戦時特例により学校名を巣鴨経済専門学校に改称。
- 1945年（昭和20年）9月 - 戦災により校舎及び全施設焼失のため、校舎を千葉県千葉郡津田沼町（現・習志野市）鷺沼へ位置変更。
- 1946年（昭和21年）3月 - 千葉県市川市国府台への学校位置変更が認可。
- 1950年（昭和25年）4月 - 学制改革に伴い新制大学へ昇格。校名を千葉商科大学と改称し、商学部商学科を開設。
- 1951年（昭和26年）
  - 3月 - 私立学校法の制定に伴い財団法人巣鴨学園から学校法人千葉学園に組織変更。
  - 4月 - 千葉短期大学を設置。商科第2部、英文科第2部を開設。
  - 4月 - 千葉商科大学付属第一商業高等学校（現・千葉商科大学付属高等学校）開校。
- 1955年（昭和30年）
  - 4月 - 商学部に経済学科を増設し、学部名称を商経学部と改称。
  - 7月 - 巣鴨経済専門学校廃止申請が認可。
- 1977年（昭和52年）4月 - 大学院商学研究科修士課程を開設。
- 1979年（昭和54年）4月 - 大学院経済学研究科修士課程を開設。
- 1988年（昭和63年）4月 - 千葉商科大学経済研究所を開設。
- 2000年（平成12年）
  - 4月 - 政策情報学部政策情報学科及び大学院政策研究科博士課程を開設。
  - 4月 - 千葉短期大学の既設の2学科を統合してビジネスコミュニケーション学科を開設。
- 2004年（平成16年）4月 - 大学院政策情報学研究科修士課程を開設、千葉短期大学を千葉商科大学へ統合して学校法人千葉学園CUC教育支援機構を設置。
- 2005年（平成17年）4月 - 大学院会計ファイナンス研究科（会計大学院）を開設。
- 2006年（平成18年）3月 - 学校法人千葉学園の全額出資により株式会社CUCサポートを設立。
- 2009年（平成21年）4月 - サービス創造学部サービス創造学科を開設。
- 2010年（平成22年）3月 - 大学院商学研究科修士課程・経済学研究科修士課程・政策情報学研究科修士課程の3研究科合同で中小企業診断士養成コースを開設。
- 2014年（平成26年）4月 - 人間社会学部人間社会学部を開設。
- 2015年（平成27年）4月 - 国際教養学部国際教養学科を開設。
- 2016年（平成28年）5月 - 株式会社CUCサポートおよび東京ベイ信用金庫の出資によるCUCエネルギー株式会社を設立。
- 2019年（平成31年/令和元年）4月 - 基盤教育機構を設置。
- 2020年（令和2年）4月 - 大学院商学研究科修士課程・経済学研究科修士課程・政策情報学研究科修士課程を改編し、商学研究科商学専攻修士課程1研究科とする。
- 2024年（令和6年）4月 - 総合研究センターに中小企業経営研究所を設置。
- 2025年（令和7年）4月 - 商経学部経済学科、政策情報学部政策情報学科、国際教養学部国際教養学科の学生募集を停止、総合政策学部経済学科および政策情報学科を開設。

## 基礎データ

### 千葉商科大学 校地面積（総計：107,690.17㎡）
- 本部所在地：千葉県市川市国府台1-3-1北緯35度44分31.8秒 東経139度54分24.6秒

- 校地面積（本部）：75,174.74㎡[30]
- 稲越グランド面積：26,495.00㎡[30]
- 駐輪場（バイク置き場）面積：1,481.07㎡[30]
- 第1自転車置場面積：573.50㎡[30]
- ゲストハウス面積：389.56㎡[30]
- ゲストハウス新館面積：1,169.12㎡[30]
- 国際寮面積：337.92㎡[30]
- ぶどう畑等面積：1,163.22㎡[30]
- その他面積：906.04㎡[30]

- 交通アクセス[31]
JR総武線「市川駅」（市川駅から徒歩 約20分、もしくはバス利用の場合は 乗車 約10分、最寄り停留所 [和洋女子大前] から徒歩3分）
京成本線「国府台駅」（国府台駅から徒歩 約10分）
北総鉄道「矢切駅」（矢切駅から徒歩 約20分、もしくはバス利用の場合は 乗車 約10分、最寄り停留所 [和洋女子大前] から徒歩3分）
JR常磐線「松戸駅」（松戸駅からバスで乗車 約20分、最寄り停留所 [和洋女子大前] から徒歩3分)

### 千葉商科大学付属高等学校 校地面積（総計：35,894.63㎡）
- 本部所在地：千葉県市川市中国分2-10-1北緯35度44分58.7秒 東経139度54分39.8秒

- 本部面積：17,144.40㎡[30]
- 南敷地面積：1,256.33㎡[30]
- 北敷地面積：352.90㎡[30]
- 東敷地面積：289.00㎡[30]
- 松戸球技場：16,852.00㎡[30]

- 交通アクセス[32]
JR総武線「市川駅」（市川駅から国分操車場行または北国分駅行バス乗車 約18分、徒歩0分、もしくは松戸駅行バス乗車 約17分、最寄り停留所 [国府台病院] から徒歩8分）
京成本線「国府台駅」（国府台駅から国分操車場行または北国分駅行バス乗車 約15分、徒歩0分、もしくは松戸駅行バス乗車、最寄り停留所 [国府台病院] から徒歩8分）
北総鉄道「矢切駅」（矢切駅からバスで乗車 約7分、最寄り停留所 [国府台病院] から徒歩8分）
JR常磐線「松戸駅」（松戸駅からバスで乗車 約22分、最寄り停留所 [国府台病院] から徒歩8分)

## 歴代理事長
- 原田嘉中（1967年（昭和42年）年1月 〜 2019年（令和元年）5月）[33]
- 内田茂男（2019年（令和元年）6月 〜 ）[34]

## 地方自治体との連携

### ・大学コンソーシアム市川
千葉商科大学は、千葉県市川市および市内所在の大学との連携による「大学コンソーシアム市川」に参加している
。本コンソーシアムは、市川市と各大学が相互に連携・協力し、地域社会および大学の活性化、ならびに学生による地域貢献活動の促進を目的として設立されたものである。参加大学は、本学のほか 和洋女子大学、東京科学大学リベラルアーツ研究教育院、昭和学院短期大学、東京経営短期大学で構成され、産学官連携を基盤とした各種事業を展開している。主な取り組みには、地域課題をテーマとした学生プロジェクトの支援、市主催イベントへの参加、公開講座の実施、共同研究の推進などがある。これらの活動を通じて、大学教育の一層の充実と地域社会の発展に寄与するとともに、学生に対して実践的な学びの機会を提供することを推進している。

■ 本学以外のメンバー一覧
- 市川市
- 市川商工会議所
- 大学コンソーシアム市川
- 和洋女子大学
- 東京科学大学 リベラルアーツ研究教育院
- 昭和学院短期大学
- 東京経営短期大学

■ 産業界との連携（企業・団体名）
- 京成電鉄株式会社
- 東京ベイ信用金庫
- 千葉県税理士会市川支部
- 株式会社市進ホールディングス

### ・市川市との包括協定
千葉商科大学は、2008年（平成20年）5月25日に千葉県市川市と包括連携協定を締結した。この協定は、大学と市が相互の資源を活用しながら、地域社会への貢献と双方の発展を図ることを目的としており、ICT、文化・国際、福祉・健康、環境、まちづくり・産業振興、防災の6分野で連携事業を展開している。これらの事業は協議会や分科会により企画・推進されており、市民アカデミー講座の開催や商店街活性化の取り組み、防災に関する講座の実施など、多岐にわたる地域貢献活動が行われている。

### ・鎌ケ谷市との包括協定
千葉商科大学は、2021年（令和3年）12月17日に千葉県鎌ケ谷市と包括連携協定を締結した。この協定は、地域社会の発展および人材育成、教育・研究活動の進展を目的としており、地域文化・芸術の振興、産業振興、統計データを活用した政策提言、人材育成やインターンシップの推進、初等中等教育への支援など、幅広い分野における連携が定められている。

### ・江戸川区との防災協定
千葉商科大学は、2017年（平成29年）2月に東京都江戸川区と「防災に関する基本協定」を締結した。この協定は、大規模水害などの災害発生時における相互協力と連携を目的としており、共通認識の形成や情報共有、防災対策に関する協議を行う「防災連絡協議会」を設置し、定期的に協議を重ねている。